# Direktivet om rätten till information vid straffrättsliga förfaranden

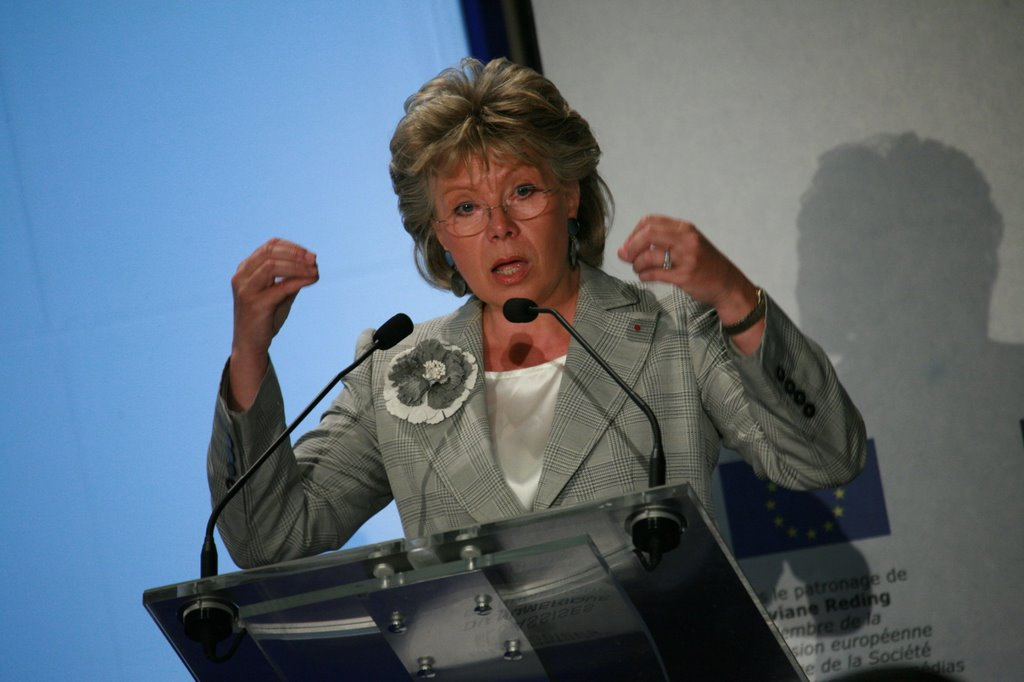
Direktivet är uppkallat efter Viviane Reding.

Direktivet om rätten till information vid straffrättsliga förfaranden, även känt som Redingrättigheterna efter kommissionären Viviane Reding och formellt Europaparlamentets och rådets direktiv 2012/13/EU av den 22 maj 2012 om rätten till information vid straffrättsliga förfaranden, är ett av Europeiska unionens direktiv utfärdat den 22 maj 2012 och offentliggjort i Europeiska unionens officiella tidning den 1 juni 2012. Direktivet trädde i kraft den 21 juni 2012 och genomfördes i medlemsstaterna den 2 juni 2014.
Direktivet innefattar bestämmelser kring införandet av en europeisk Mirandavarning. Det syftar till att harmonisera och garantera rättighetsinformationen till alla brottsmisstänkta inom Europeiska unionen. Direktivet innehåller också bestämmelser om rättighetsinformationen i samband med en europeisk arresteringsorder.

## Territoriellt tillämpningsområde
Direktivet är fullt bindande för Europeiska unionens medlemsstater, utom Danmark. Irland och Storbritannien var inte förpliktade enligt Europeiska unionens fördrag att binda sig vid direktivet, men har valt att göra så och kommer därför att vara bundna vid att implementera och följa direktivet. Eftersom Danmark står utanför samarbetet inom området med frihet, säkerhet och rättvisa omfattar direktivet inte landet.